# Ulrike Gleixner
Ulrike Gleixner (* 20. Juli 1958 in Osnabrück) ist eine deutsche Historikerin.

## Leben und Wirken
Gleixner wurde 1993 an der FU Berlin promoviert, habilitierte sich dort 2002 und unterrichtete in Iowa/USA, Wien und Basel.
Von 2007 bis 2024 war Gleixner Leiterin der Abteilung Forschungsplanung und Forschungsprojekte und die 2. Stellvertreterin des Direktors der Herzog August Bibliothek Wolfenbüttel und außerplanmäßige Professorin an der TU Berlin. Gleixner veröffentlichte zur frühneuzeitlichen Sozial- und Geschlechtergeschichte sowie der Frömmigkeitsgeschichte und der Geschichte autobiographischen Schreibens.
Schwerpunkte von Ulrike Gleixners Forschungsarbeit sind die Geschlechtergeschichte, der Pietismus, die Geschichte der Religion und Mission sowie Autobiografisches Schreiben.
Sie wirkt als Herausgeberin der Fachzeitschrift WerkstattGeschichte und ist Redaktionsmitglied der Zeitschrift für Ideengeschichte.
Mitgliedschaften
- Editorial Board University of Liverpool, The Eighteenth-Century Worlds Research Center
- Internationaler Beirat des Interdisziplinären Zentrums für Pietismusforschung, Universität Halle-Wittenberg
- Wissenschaftlichen Beirats „Aufklärung Religion Wissen“, Martin-Luther-Universität Halle-Wittenberg

## Publikationen
- „Das Mensch“ und „der Kerl“: Die Konstruktion von Geschlecht in Unzuchtsverfahren der Frühen Neuzeit (1700–1760). Campus, Frankfurt am Main 1994, ISBN 3-593-35194-3. (= Reihe Geschichte und Geschlechter, Bd. 8.)
- Beate Hahn Paulus. (Texte zur Geschichte des Pietismus.) 2007.
- Pietismus und Bürgertum. Eine historische Anthropologie der Frömmigkeit, Württemberg 17.–19. Jahrhundert. Vandenhoeck und Ruprecht, Göttingen 2005, ISBN 3-525-36841-0.

### Herausgeber
- mit Marion W. Gray: Gender in Transition: Discourse and Practice in German-Speaking Europe 1750-1830. University of Michigan Press, Ann Arbor 2006.
- mit Erika Hebeisen: Gendering Tradition. Erinnerungskultur und Geschlecht im Pietismus. Didymos, Korb 2007, ISBN 978-3-939020-41-7.
- mit Jens Bruning: Das Athen der Welfen. Die Reformuniversität Helmstedt 1576-1810.
- Erzählte Geschichte – erinnerte Literatur. Lang, Berlin u. a. 2012, ISBN 978-3-631-63211-6. (= Publikationen der Internationalen Vereinigung für Germanistik (IVG) ; Bd. 11.)
- mit Constanze Baum, Jörn Münkner und Hole Rößler: Biographien des Buches. Wallstein Verlag, Göttingen 2017, ISBN 978-3-8353-3145-7. (= Kulturen des Sammelns. Akteure – Objekte – Medien. Band 1)